# Rami Kaib
Rami Kaib, född 8 maj 1997, är en tunisisk fotbollsspelare som spelar för IF Elfsborg.

## Karriär
Kaib började sin karriär i IFK Nyköping som åttaåring och tog som elvaåring klivet till Nyköpings BIS. Efter att som 15-åring skolats om från yttermittfältare till vänsterback började Kaib väcka intresse från större klubbar och provtränade med IFK Norrköping, AIK och Fiorentina innan han i augusti 2013 flyttade till IF Elfsborg.
Inför säsongen 2016 skrev Rami Kaib på ett lärlingskontrakt med IF Elfsborg. Och i årets första träningsmatch, mot FC Nordsjælland, fick han göra sin a-lagsdebut för klubben. Senare samma säsong, den 30 juli 2016, fick Rami Kaib också göra allsvensk debut. Då han i den 51:a minuten fick hoppa in i mötet med Östersunds FK. I den efterföljande matchen mot BK Häcken fick Rami Kaib för första gången starta en allsvensk match.
Den 13 januari 2021 värvades Kaib av SC Heerenveen, där han skrev på ett 3,5-årskontrakt.
Den 30 juni 2023 skrev han på för Djurgårdens IF, även den gången ett 3,5-årskontrakt.
Den 16 februari 2024 återvände han till sin gamla klubb IF Elfsborg på ett 3-årskontrakt.

## Karriärstatistik
| Klubb          | Säsong         | Liga           | Liga | Liga | Liga | Nationell cup | Nationell cup | Europaspel | Europaspel | Övrigt | Övrigt | Totalt | Totalt |
| Klubb          | Säsong         | Division       | Ma   | Må   | Ass  | Ma            | Må            | Ma         | Må         | Ma     | Må     | Ma     | Må     |
| -------------- | -------------- | -------------- | ---- | ---- | ---- | ------------- | ------------- | ---------- | ---------- | ------ | ------ | ------ | ------ |
| IF Elfsborg    | 2016           | Allsvenskan    | 5    | 0    | 0    | 0             | 0             | -          | -          | -      | -      | 5      | 0      |
| IF Elfsborg    | 2017           | Allsvenskan    | 4    | 0    | 0    | 2             | 0             | -          | -          | -      | -      | 6      | 0      |
| IF Elfsborg    | 2018           | Allsvenskan    | 23   | 0    | 2    | 2             | 0             | -          | -          | -      | -      | 25     | 0      |
| IF Elfsborg    | 2019           | Allsvenskan    | 9    | 1    | 1    | 2             | 0             | -          | -          | -      | -      | 11     | 1      |
| IF Elfsborg    | 2020           | Allsvenskan    | 16   | 0    | 1    | 4             | 0             | -          | -          | -      | -      | 20     | 0      |
| IF Elfsborg    | Totalt         | Totalt         | 57   | 1    | 4    | 10            | 0             | -          | -          | -      | -      | 67     | 1      |
| SC Heerenveen  | 2020/2021      | Eredivisie     | 15   | 0    | 1    | 3             | 1             | -          | -          | -      | -      | 18     | 1      |
| SC Heerenveen  | 2021/2022      | Eredivisie     | 23   | 0    | 1    | 3             | 0             | -          | -          | 2      | 0      | 28     | 0      |
| SC Heerenveen  | 2022/2023      | Eredivisie     | 21   | 1    | 0    | 3             | 0             | -          | -          | 0      | 0      | 24     | 1      |
| SC Heerenveen  | Totalt         | Totalt         | 59   | 1    | 2    | 9             | 1             | -          | -          | 2      | 0      | 70     | 2      |
| Djurgårdens IF | 2023           | Allsvenskan    | 5    | 0    | 0    | 1             | 0             | 1          | 0          | -      | -      | 7      | 0      |
| Djurgårdens IF | Totalt         | Totalt         | 5    | 0    | 0    | 1             | 0             | 1          | 0          | -      | -      | 7      | 0      |
| IF Elfsborg    | 2024           | Allsvenskan    | 11   | 1    | 0    | 0             | 0             | 0          | 0          | -      | -      | 0      | 0      |
| IF Elfsborg    | Totalt         | Totalt         | 0    | 0    | 0    | 0             | 0             | 0          | 0          | -      | -      | 0      | 0      |
| Hela karriären | Hela karriären | Hela karriären | 121  | 2    | 6    | 20            | 1             | 1          | 0          | 2      | 0      | 144    | 3      |